# 120 mm L Mle. 1878
Il Canon de 120 Long Modèle 1878 de Bange è stato un cannone campale pesante francese su affusto rigido, largamente impiegato durante la prima guerra mondiale ed ancora in dotazione a molti eserciti allo scoppiare della seconda.

## Storia

### Sviluppo
Il pezzo faceva parte di una famiglia di pezzi di artiglieria realizzati dal geniale colonnello Charles Ragon de Bange quando era direttore dell'Atelier de précision del Dépôt central di Parigi (dal 1869 al 1882), tutti accomunati dal sistema di chiusura che prese il suo nome. Adottato nel 1878 e prodotto in 2500 esemplari, questo cannone era definito come un pezzo "de siege et de place", ovvero da assedio e da fortezza, con affusto a ruote e piattaforma di tiro (il cosiddetto paiolo). Fu realizzato inoltre in installazione fissa o in torrette corazzate, destinati al tiro di controbatteria, che armarono le fortificazioni del Sistema Séré de Rivières e quelle della Linea Maginot.

### Guerre balcaniche e prima guerra mondiale
Il pezzo fu fornito al Regno di Serbia, che lo impiegò durante la prima guerra balcanica.
Allo scoppio della prima guerra mondiale, l'Armée de terre si trovava in notevole inferiorità nel settore delle artiglierie pesanti rispetto all'esercito imperiale tedesco e, quando il fronte si stabilizzò e la mobilità dei pezzi passò in secondo piano, nonostante l'obsolescenza questo cannone ad affusto rigido venne rapidamente reimmesso in servizio nell'artiglieria campale pesante d'armata e dal 1916 ne venne riavviata la produzione. Così nei primi anni di guerra ogni armata disponeva di 3-5 gruppi equipaggiati con il 120 L, il 120 mm C Mle. 1890 Baquet ed il ben più complesso 155 mm CTR Mle 1904.
Durante la guerra fu fornito alla Romania e, nell'ambito delle forniture straniere per rimpiazzare i materiali persi nella ritirata di Caporetto, 160 pezzi furono ceduti all'artiglieria campale pesante (d'armata) del Regio Esercito italiano.

### Tra le due guerre
Nel 1919 i 120 L de Bange vennero forniti in 54 esemplari alla Polonia, impegnata contro i russi nella guerra del 1919-1921. La maggior parte di questi vennero modificati negli anni trenta da arsenali locali installando la bocca da fuoco su affusti a deformazione ex-russi, ottenendo rispettivamente i cannoni campali wz. 1878/09/31 e wz. 1878/10/31, ancora operativi al momento dell'invasione tedesca.

### Seconda guerra mondiale
All'entrata in guerra della Francia nel 1939, i 120 L de Bange equipaggiavano ancora le opere della linea Maginot e parte di queste armi vennero prese in carico dalla Wehrmacht. In Italia nel 1940 erano ancora operativi 74 dei 160 cannoni della fornitura originaria, in dotazione ad esercito e Guardia alla Frontiera; dopo l'occupazione della Francia meridionale a questi se ne aggiunsero 59 di preda bellica.

## Tecnica
- granata a b.p. (bocchino posteriore) da 120/25-40: corpo bomba in acciaio, carica in tritolo, pertite o miscela binitrofenolo-tritolo (MBT), peso: 23,6 o 24,2 kg
- granata di ghisa acciaiosa da 120/25-40-50: corpo bomba in ghisa acciaiosa, carica in nougat, peso: 24,9 kg
- granata da 120/25 lunga: corpo bomba in acciaio, carica in tolite, peso: 20,3 kg
- granata da 120/25 corta: corpo bomba in acciaio, carica in tolite, peso: 18,7 kg
- granata di ghisa acciaiosa da 120/25: corpo bomba in ghisa acciaiosa, carica in melinite, peso: 19,2 kg
- shrapnel da 120/21: corpo bomba in acciaio, carica con pallette di piombo-antimonio, peso: 24 kg

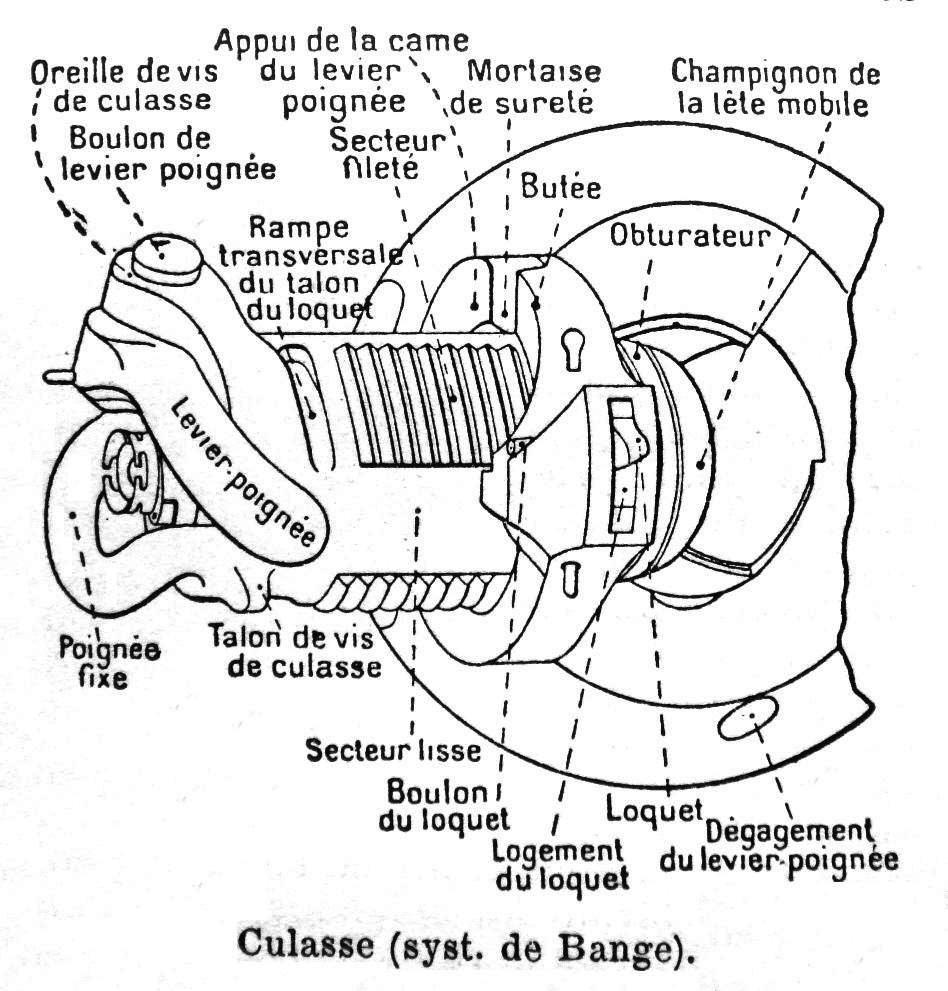
Otturatore sistema "de Bange".

Il 120 mm L Mle. 1878 è un cannone ad affusto a ruote di tipo rigido. La canna è in acciaio, con rigatura progressiva sinistrorsa a 36 rilievi; essa pesa 1200 kg ed è lunga 3250 mm. L'otturatore, a vitone cilindrico, è caratteristico del sistema "de Bange". L'innesco è a cannello a frizione. La bocca da fuoco è incavalcata su un affusto rigido da assedio tipico ottocentesco, in acciaio con ruote a razze di legno e coda unica con pedana per i serventi. La caratteristica del ginocchiello particolarmente alto, dovuto al fatto che la canna doveva sporgere al di sopra del parapetto che difendeva i serventi nella piazzola di tiro, permetteva un ampio settore verticale che si rivelò molto utile durante la prima guerra mondiale. L'elevazione è ottenuta tremite un settore dentato sotto alla culatta, azionato da un volantino sull'affusto. Il pezzo, essendo progettato inizialmente come arma da assedio e da piazza, doveva essere messo in batteria su di una piattaforma di tiro, formata da tre strati di travi e tavole, alla quale l'affusto era reso solidale da un freno di sparo idraulico collegato ad un perno centrato sulla piattaforma. Al momento dello sparo tutto il pezzo rinculava limitato dal freno e risalendo sui cunei posti dietro alle ruote; esaurita la corsa retrograda, i cunei facevano sì che il pezzo tornasse in batteria per gravità.
L'allestimento della piattaforma allungava enormemente i tempi di messa in batteria (5-6 ore), rendendo il pezzo inadatto all'utilizzo campale. Allo scoppio della Grande Guerra vennero introdotti quindi degli accessori che ridussero il tempo di messa in batteria ad un'ora, oltre a pesare in tutto circa una tonnellata contro le oltre cinque della piattaforma. Sui battistrada delle ruote vennero installate le "rotaie a cingolo" brevettate dal maggiore italiano Crispino Bonagente. I cingoli "Bonagente" erano formati da 12 piastre rettangolari unite da 12 elementi su ogni ruota, che allargavano il piano d'appoggio delle ruote permettendo il transito su terreni soffici e cedevoli e soprattutto rendendo superfluo l'impiego delle piattaforme. Inoltre, la ruota girava con una velocità angolare maggiore all'interno del cingolo e l'attrito tra il battistrada ed il cingolo stesso dissipava parte dell'energia del rinculo, rendendo superfluo il freno idraulico. Altri accessori erano i cunei ed il pancone. I cunei erano due piani inclinati, più grandi di quelli usati con la piattaforma, che venivano posizionati circa un metro e mezzo dietro alle ruote. Al momento dello sparo il cannone rinculava sui due cunei, che grazie al suo peso ne frenavano la corsa, esaurita la quale il cannone per gravità tornava nella posizione di partenza. Il pancone era una sorta di slitta in legno e metallo posizionata sotto alla coda dell'affusto; esso accompagnava la coda nel rinculo evitando, di concerto con i cunei, il disallineamento del pezzo; contemporaneamente, per attrito, ne frenava la corsa retrograda. Infine, erano disponibili dei blocchi di legno che potevano essere utilizzati per aumentare la pendenza dei cunei o potevano essere posizionati davanti alle ruote in caso di messa in batteria in lieve pendenza.
Il traino era inizialmente animale, con un tiro di sei cavalli per il pezzo ed un altro per il cassone porta-munizioni; in caso di traino meccanico invece un singolo trattore d'artiglieria trainava pezzo e cassone. Il traino si effettuava agganciando il pezzo ad un avantreno e spostando con un argano la canna dalle orecchioniere a due supporti posti a metà della coda dell'affusto, spostando così indietro il baricentro, tra la sala dell'affusto e quella dell'avantreno. La vettura completa in configurazione di marcia, formata da affusto e avantreno senza cingoli, pancone e cunei, raggiungeva il peso di 4050 kg.

## Derivati

### Affût-truck Peigné Canet Mle 1897
L'Affût-truck Peigné Canet Mle 1897, sviluppato dal tenente colonnello Peigné e dall'ingegnere Canet negli ultimi anni del secolo, era uno dei primi esempi di cannone ferroviario moderno. Furono realizzati 32 affusti Mle 1897 per le quattro piazzeforti di Verdun, Toul, Épinal e Belfort. Questi pezzi servivano a rinforzare rapidamente i vari settori della piazza, spostandosi su un sistema di ferrovie Decauville. Allo stabilizzarsi del fronte durante la Grande Guerra, questi cannoni furono utilizzati prima dell'ingresso in servizio dei cannoni ferroviario pesanti, rivelandosi particolarmente utili sul fronte dei Vosgi. Furono ritirati dal servizio il 14 agosto 1919.
L'affusto ferroviario era bivalente, potendo essere armato a seconda delle circostanze con la bocca da fuoco da 120 mm L Mle. 1878 o da 155 mm C Mle 1881. La bocca da fuoco era incavalcata su un affustino a lisce laterali con due freni di sparo; le lisce erano incernierate anteriormente al sottoaffusto a candeliere e posteriormente poggiavano su due cilindri a compressione, che contribuivano con i freni di sparo ad assorbire il rinculo. Il sottoaffusto a candeliere era inchiavardato ad un pianale ferroviario, sul quale brandeggiava a 360°; il pianale, con sponde laterali apribili per ampliare la piattaforma di tiro, era dotato di quattro bracci che venivano aperti lateralmente, dotati di martinetti per la stabilizzazione durante la messa in batteria. Il pianale viaggiava su due carrelli a due assi modello Péchot, con scartamento ridotto a 60 cm.

### 120 mm L Mle. 1878/16
La costruzione di questo cannone fu ripresa nel 1916, durante la Grande Guerra, per sostituire i pezzi persi in combattimento o per usura. Questi pezzi, denominati 120 mm L Mle. 1878/16, incorporavano leggere modifiche all'affusto, semplificato ed adattato per agganciarlo direttamente al trattore d'artiglieria, riducendo il peso del complesso e velocizzando la messa in batteria (non era più necessario arretrare la canna). La canna del Mle. 1878/16, leggermente modificata nel meccanismo di chiusura, è riconoscibile per il maniglione di sollevamento in posizione trasversale invece che longitudinale rispetto all'asse principale.

### Armata wz. 1878/09/31 e wz. 1878/10/31
Negli anni trenta i Polacchi provvidero ad aggiornare il cannone, la cui bocca da fuoco rimaneva ancor valida, incavalcandola su un affusti a deformazione. Presso l'Arsenale di Starachowice, la bocca da fuoco fu installata su culla, affusto e freno di sparo degli obici ex-russi Schneider 152 mm Mle. 1909 e Schneider 151 mm Mle. 1910, ottenendo rispettivamente i cannoni campali wz. 1878/09/31 e wz. 1878/10/31.